# City of Corpus Christi
Die USS City of Corpus Christi (SSN-705) war ein Atom-U-Boot der Los-Angeles-Klasse im Dienst der United States Navy. Sie war nach der Stadt Corpus Christi, Texas, benannt. Um keine religiösen Gefühle zu verletzen und ein Kriegsschiff nach dem „Leib Christi“ zu benennen, wurde dem Schiffsnamen „City of“ vorgehängt.

## Geschichte

### Bau
Die City of Corpus Christi wurde 1973 bei Electric Boat in Auftrag gegeben und 1979 dort auf Kiel gelegt. Nach 19 Monaten im Trockendock lief das Boot vom Stapel und wurde nach der Endausrüstung Anfang 1983 in Dienst gestellt.

### Missionen
Nach ersten Missionen folgte 1998 eine Schnellfahrt ins Mittelmeer, wo die City of Corpus Christi dann Missionen durchführte. 1999 nahm das Boot an der Übung UNITAS teil und umrundete dabei den südamerikanischen Kontinent. Im Anschluss, ab März 2000, wurde sie in der Portsmouth Naval Shipyard ins Trockendock geschleppt, wo eine Nachfüllung des Reaktors durchgeführt wurde. Ebenso wurden in knapp unter 24 Monaten Überholungs- und Modernisierungsarbeiten durchgeführt. Nach ersten Erprobungsfahrten folgte eine zweite Werftliegezeit, in der bis Mitte August zusätzlich Modernisierungsarbeiten durchgeführt wurden. Die Gesamtkosten für beide Arbeitsabschnitte beliefen sich auf rund 300 Millionen US-Dollar.
Im Anschluss wurde die Corpus Christi nach Apra Harbor auf Guam verlegt, von wo sie regelmäßig Patrouillen in den Pazifischen und Indischen Ozean fährt. Von dort nahm sie unter anderem 2006 an der Übung Valiant Shield teil.
Das Boot wurde am 30. Mai 2016 in Pearl Harbor außer Dienst gestellt.